# Seghedin
Seghedin (în maghiară Szeged, în turcă Segedin, în sârbă Сегедин, cu alfabetul latin: Segedin, în slovacă Segedín) este al patrulea oraș ca mărime din Ungaria, reședința județului Csongrád-Csanád. Orașul are în jur de 168.000 de locuitori (2011).

## Istorie
Seghedinul a fost fondat de către romani și purta inițial numele de Partiscum. Potrivit rezultatelor săpăturilor arheologice, regele hunilor Attila ar fi instalat o bază militară pe acest sit. Situarea geografică privilegiată explică o prezență umană timp de mai multe milenii.
Din timpul Romei Antice, sarea, aurul și lemnul erau transportate pe căi fluviale și terestre care traversau orașul actual, între care o prelungire a arterei rutiere romane Via Pontica. Maghiarii s-au stabilit aici începând din secolul al X-lea. Primele date fiabile care au legătură cu orașul sunt din anul 1183, în care Seghedinul (denumit atunci Ciggedin) era centrul de transport al sării în Ungaria medievală. Seghedinul a fost redus la cenușă în urma invaziilor mongole 1241, apoi reconstruit și dotat cu fortificații. Seghedinul a devenit un centru comercial important, începând din secolul al XIII-lea, îndeosebi prin rolul jucat de comerțul cu sare. 
Regele Béla al IV-lea a făcut din Seghedin un oraș în 1247. Devine oraș regal în 1498. Turcii l-au cucerit și redus la cenușă în 1526, înainte de a stabili o garnizoană acolo și de a-l face sediul unei provincii, sandjakul de Segedin. Ocupația turcă a durat până la 1686, când orașul a fost recucerit de armata austriacă. De la sfârșitul ocupației otomane până în 1918, orașul (numit „Szegedin” înainte de 1867) a făcut parte din Imperiul Austriac, în provincia Ungaria, din 1850.
Seghedinul a devenit temporar capitală a țării în timpul luptelor duse de maghiari contra habsburgilor, în cursul Revoluției de la 1848-1849.
După Compromisul austro-ungar din 1867, a făcut parte din Transleithania (în Regatul Ungariei), din Austro-Ungaria.
Inundații catastrofale au distrus 95% din oraș în 1879. Doar 300 din cele vreo 6.000 de case ale orașului au rămas în picioare. Un ajutor internațional s-a concentrat apoi pentru reconstruirea orașului, conform noilor planuri, în cinci ani. Acest fapt explică structura străzilor orașului actual, dotat cu căi transversale, căi periferice și căi radiale. Căile periferice poartă și astăzi numele orașelor care au participat la reconstrucția orașului. Prin unitatea și imaginea eclectică a orașului, prin palatele din centrul orașului, parcurile și piețele publice vaste, Seghedinul posedă caracterul unui oraș european modern, într-un stil foarte adesea Art nouveau sau neoclasic.
După încheierea Primul Război Mondial, Ungaria a pierdut o mare parte din teritoriu în favoarea vecinilor săi, moment în care Seghedinul a devenit un oraș foarte apropiat de granițele închise cu România și Serbia, astfel că importanța lui comercială a scăzut. În pofida acestui fapt, prin stabilirea pe raza sa a sediului unor instituții care funcționaseră anterior în Transilvania și Banat, orașul și-a recăpătat repede importanța regională. În anul 1921 Universitatea Franz Joseph din Cluj s-a mutat la Seghedin. Julius Glattfelder, episcop romano-catolic de Timișoara s-a refugiat de asemenea la Seghedin, iar în 1930, orașul a devenit scaun episcopal, odată cu înființarea Diecezei de Seghedin-Cenad.

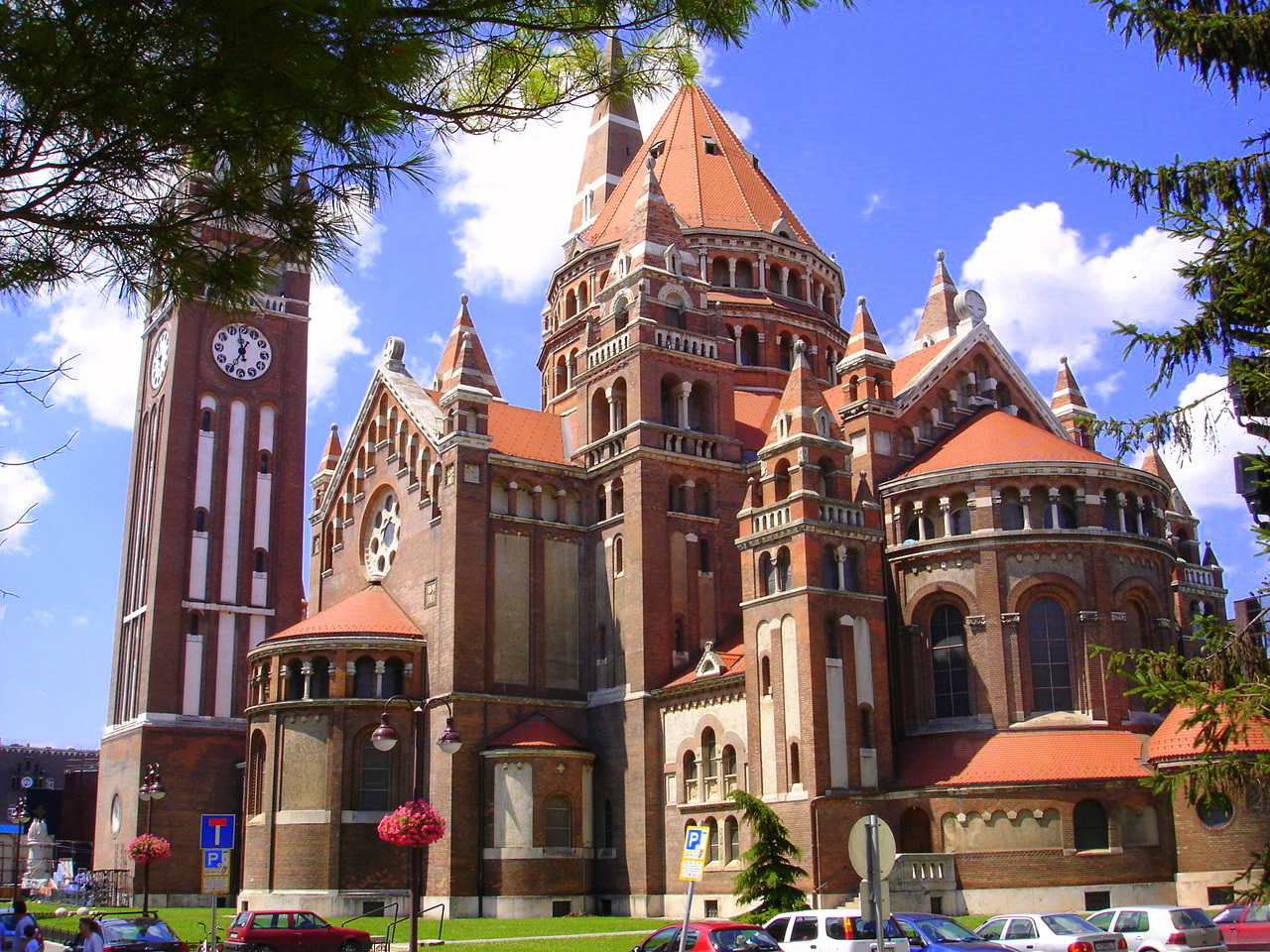
Catedrala romano-catolică.

După cel de-Al Doilea Război Mondial, care a dus în principal la distrugerea podurilor, orașul a început să se dezvolte din nou. Multe locuințe au fost construite în anii 1960, industria agroalimentară (producția de salam, prelucrarea ardeiului, industria de conserve) a devenit cea mai importantă ramură industrială din Seghedin.
În prezent, Seghedinul este un centru economic, cultural și științific. Este unul dintre cele cinci centre universitare majore din Ungaria, datorită reunirii recente, sub același acoperiș al universităților și al unor mari scoli, precum și a numeroaselor licee cu specializări diferite. Numărul elevilor și studenților este comparabil cu cel al unui oraș ungar de dimensiuni medii.
Alături de spectacolele de teatru în aer liber organizate vara, târgurile și expozițiile internaționale și realizările din sport, Seghedinul este renumit și pentru gastronomia sa.

### Stemă
Stema Seghedinului cuprinde un scut împărțit în două. Cele două dungi gri care taie latura albastră, simbolizează Mureșul și Tisa. Pe partea cealaltă este cuprins un vultur cu aripile îndepărtate, ținând în ghiare un sceptru de aur. Se spune că vulturul era animalul-blazon ce reprezenta în trecut orașul. Alții consideră că acesta amintește de puterea imperială. Deasupra scutului se găsește o coroană cu un miel.

## Orașe înfrățite
- Cambridge, Regatul Unit
- Darmstadt, Germania
- Novi Sad, Serbia
- Subotica, Serbia
- Târgu Mureș, România
- Timișoara, România
- Izmir, Turcia
- Odessa, Ucraina
- Harkov, Ucraina
- Rotterdam, Regatul Țărilor de Jos
- Liège, Belgia

## Geografie
Seghedinul este situat în Europa Centrală, în apropierea graniței din partea de SE a Ungariei, pe ambele maluri ale râului Tisa, în apropriere de confluența acestuia cu Mureșul. 
Clima este temperată cu veri însorite, temperaturi ce variază între 25 și 35 °C, și ierni blânde. Temperatura medie anuală este de 11 °C.
| Date climatice pentru Seghedin | Date climatice pentru Seghedin | Date climatice pentru Seghedin | Date climatice pentru Seghedin | Date climatice pentru Seghedin | Date climatice pentru Seghedin | Date climatice pentru Seghedin | Date climatice pentru Seghedin | Date climatice pentru Seghedin | Date climatice pentru Seghedin | Date climatice pentru Seghedin | Date climatice pentru Seghedin | Date climatice pentru Seghedin | Date climatice pentru Seghedin |
| Luna                           | Ian                            | Feb                            | Mar                            | Apr                            | Mai                            | Iun                            | Iul                            | Aug                            | Sep                            | Oct                            | Nov                            | Dec                            | Anual                          |
| ------------------------------ | ------------------------------ | ------------------------------ | ------------------------------ | ------------------------------ | ------------------------------ | ------------------------------ | ------------------------------ | ------------------------------ | ------------------------------ | ------------------------------ | ------------------------------ | ------------------------------ | ------------------------------ |
| Maxima medie °C (°F)           | 1.7 (35,1)                     | 5.1 (41,2)                     | 11.2 (52,2)                    | 17.1 (62,8)                    | 22.3 (72,1)                    | 25.3 (77,5)                    | 27.4 (81,3)                    | 27.0 (80,6)                    | 23.4 (74,1)                    | 17.6 (63,7)                    | 9.5 (49,1)                     | 3.8 (38,8)                     | 15,95 (60,71)                  |
| Media zilnică °C (°F)          | −1.8 (28,8)                    | 0.9 (33,6)                     | 5.6 (42,1)                     | 11.1 (52)                      | 16.2 (61,2)                    | 19.2 (66,6)                    | 20.8 (69,4)                    | 20.2 (68,4)                    | 16.5 (61,7)                    | 11.0 (51,8)                    | 5.1 (41,2)                     | 0.6 (33,1)                     | 10,45 (50,81)                  |
| Minima medie °C (°F)           | −4.8 (23,4)                    | −2.5 (27,5)                    | 0.9 (33,6)                     | 5.5 (41,9)                     | 10.3 (50,5)                    | 13.4 (56,1)                    | 14.4 (57,9)                    | 13.9 (57)                      | 10.4 (50,7)                    | 5.6 (42,1)                     | 1.7 (35,1)                     | −2.1 (28,2)                    | 5,56 (42)                      |
| Precipitații mm (inches)       | 29 (1.14)                      | 25 (0.98)                      | 29 (1.14)                      | 41 (1.61)                      | 51 (2.01)                      | 72 (2.83)                      | 50 (1.97)                      | 57 (2.24)                      | 34 (1.34)                      | 26 (1.02)                      | 41 (1.61)                      | 40 (1.57)                      | 495 (19,49)                    |
| Ore însorite                   | 62.0                           | 87.6                           | 142.6                          | 180.0                          | 235.6                          | 255.0                          | 288.3                          | 266.6                          | 210.0                          | 170.5                          | 81.0                           | 49.6                           | 2.028,8                        |
| Sursă: Hong Kong Observatory   |                                |                                |                                |                                |                                |                                |                                |                                |                                |                                |                                |                                |                                |

## Educație

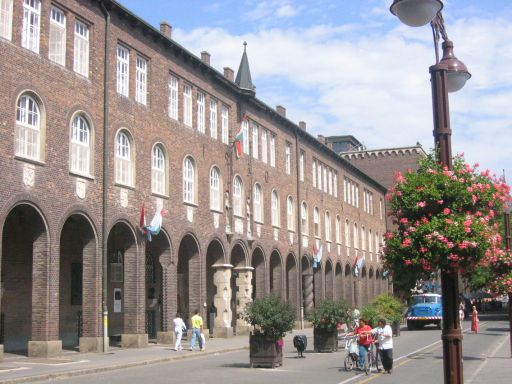
Universitatea din Seghedin

În orașul Seghedin sunt 62 de grădinițe, 32 de școli elementare, 18 licee și o universitate, care au fost formate după unificarea fostelor centre de educație. Cele două cele mai proeminente școli (Ságvári Endre Gyakorló Gimnázium și Radnóti Miklós Kísérleti Gimnázium) sunt între primele 15 cele mai bune școli din țară.
Seghedinul este cel mai mare centru educațional din sudul Ungariei și și-a format o reputație din asta. La Universitatea din Szeged studiază mii de studenți, mulți dintre ei fiind studenți străini. Centrul de Cercetări Biologice al Acamidei de Științe Maghiare, care a fost construit cu ajutorul fondurilor UNESCO, este o sursă considerabilă de cunoaștere. Oamenii de știință de la acest laborator au fost primii din lume care au produs material artificial ereditar în anul 2000. Universitatea din Seghedin este clasată ca fiind cea mai bună din țară și printre cele mai bune 100 din Europa.

## Atracții turistice
- Biserica Votivă
- Palatul Episcopal
- Biserica Franciscană, construită în stil gotic, în secolul al XV-lea
- Biserica Ortodoxă Sfântul Nicolae din Szeged, secolul al XVIII-lea
- Sinagoga din Szeged
- Biserica ordinului minoriților, construită în stil baroc, secolul al XVIII-lea
- Muzeul "Ferenc Móra"
- Teatrul Național
- Grădina Botanică Universitară
- Grădina Zoologică

## Demografie
Componența etnică a municipiului Seghedin
     Maghiari (94,13%)
     Romi (1,05%)
     Germani (1,01%)
     Sârbi (0,99%)
     Necunoscut (1,76%)
     Alții (1,07%)
Componența confesională a municipiului Seghedin
     Romano-catolici (39,64%)
     Fără religie (22,98%)
     Reformați (5,28%)
     Atei (2,46%)
     Luterani (1,27%)
     Necunoscută (27,66%)
     Alte religii (3,12%)
Conform recensământului din 2011, orașul Seghedin avea 170.285 de locuitori. Din punct de vedere etnic, majoritatea locuitorilor (94,13%) erau maghiari, existând și minorități de romi (1,05%) și germani (1,01%). Apartenența etnică nu este cunoscută în cazul a 1,76% din locuitori. Nu există o religie majoritară, locuitorii fiind romano-catolici (39,64%), persoane fără religie (22,98%), reformați (5,28%), atei (2,46%) și luterani (1,27%). Pentru 27,66% din locuitori nu este cunoscută apartenența confesională.

## Personalități născute aici
- Josip Siskovics (1719 - 1783), general austro-ungar;
- Simon Telkes (1845 - 1932), om politic;
- Dezső Aszlányi (1869 - 1947), scriitor, filozof;
- László Tápay-Szabó (1874 - 1941), jurnalist, scriitor, istoric;
- Gyula Juhász (1883 - 1937), poet;
- Béla Balázs (1884 - 1949), scriitor;
- Mihai Șerban (1887 - 1947), om politic, profesor universitar român;
- Andor Sas (1887 - 1962),  istoric literar, profesor universitar;
- Julio Baghy (1891 - 1967), actor;
- Ferenc Delly (1903 - 1960), actor, regizor;
- Ferenc Tóth (1909 - 1981), luptător olimpic;
- András Wanié (1911 - 1976), înotător olimpic;
- István Sőtér (1913 - 1988), scriitor, critic și istoric literar, eseist;
- Ágnes Ágai (1932 - 2024), scriitoare;
- Dániel Magay (n. 1932), scrimer olimpic;
- Ferenc Apró (n. 1941), scriitor, istoric;
- Ferenc Temesi (n. 1949), scriitor, dramaturg;
- Fülöp Kocsis (n. 1963), arhiepiscop greco-catolic;
- Zsolt Becsey (n. 1964), om politic europarlamentar;
- Gordon Bajnai (n. 1968), om de afaceri, fost prim-ministru al Ungariei;
- Bernadett Bódi (n. 1986), handbalistă;
- Attila Czene (n. 1974), înotător olimpic;
- Katalin Novák (n. 1977), președinte al Ungariei;
- László Toroczkai (n. 1978), om politic;
- Attila Vajda (n. 1983), canoist olimpic;
- Zsófia Kónya (n. 1995), sportivă olimpică la patinaj viteză pe pistă scurtă;
- Bálint Kopasz (n. 1997), caiacist olimpic.

## Galerie de imagini

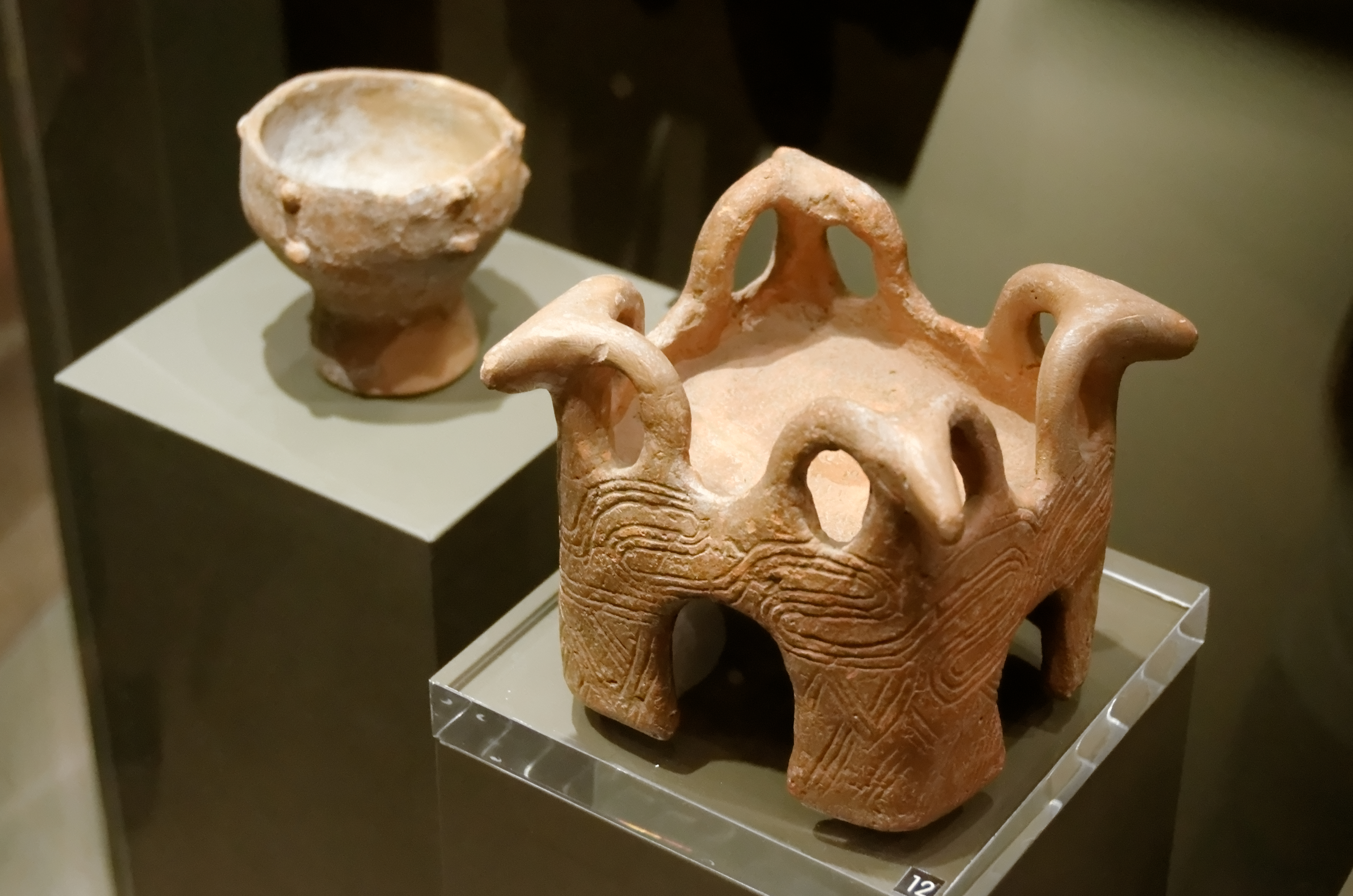
Altar de sacrificiu din neolitic împodobit cu capete de berbec, descoperit la Seghedin. Muzeul Național al Ungariei
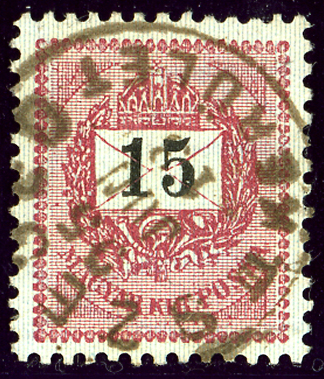
Marcă poștală emisă, în 1881, de seviciile Poștei Regale Maghiare, cu valoarea nominală de 15 creițari și obliterată la Szeged în 1895
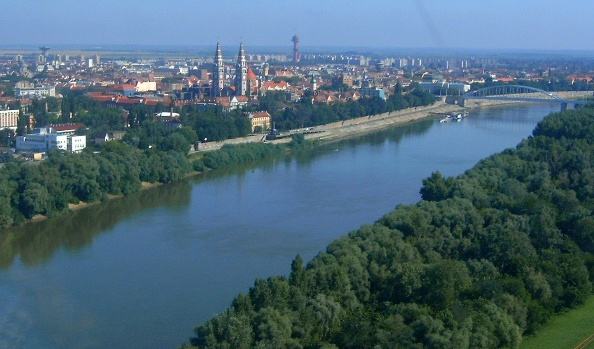
Seghedin și Tisa